# Anders Hansson Janhekt
Anders Hansson Janhekt, född 22 februari 1861 i Kvistofta socken, död 29 oktober 1942 i Göteborg, var en svensk kommunalpolitiker, tidningsredaktör och agitator.
Anders Janhekt var son till lantbrukaren Hans Jönsson. Han började tidigt arbeta inom jordbruket, som snickeriarbetare och vid ett tegelbruk. Som 14-åring kom han i lära som skräddare och flyttade 1879 som skräddargesäll till Köpenhamn, där han en tid innehade ett eget skrädderi. Här fick han redan i början av 1880-talet kontakt med socialismen och träffade 1885 August Palm. 1887 återvände Janhekt till Sverige för att verka som agitator och inträdde samtidigt i Socialdemokratiska förbundet i Stockholm. 1888 sändes han av förbundet ut på en längre agitationsturné men kom för uttalanden under denna att dömas till tio månaders fängelse på Långholmens centralfängelse för majestätsbrott och smädelse mot riksdagen. Janhekt kom att väljas in i Socialdemokratiska förbundets styrelse, vilken kom att fungera som interimsstyrelse fram till dess att Socialdemokratiska partiet bildades 1889. 1888-1890 medverkade Janhekt även i olika socialdemokratiska tidningar under pseudonym. 1890 blev Janhekt redaktör för tidningen Proletären i Norrköping. Han kom dock i konflikt med flera lokala socialdemokrater och efter hans aktivitet i samband med den misslyckade textilarbetarstrejken samma år lämnade han redan samma år sin tjänst. Efter en kort tid i Helsingborg flyttade Janhekt till Göteborg där han startade A H Janhekts distributionsaffär, genom vilken han distribuerade socialistiska skrifter till tobakshandlare och andra tidskriftsförsäljare i staden. 1916 hade hans distributionsaffär omkring 350 försäljningsställen. 1903 ombildades den till aktiebolag med Janhekt som VD. 1919 överlät han sin firma på Pressbyrån.
Janhekt blev 1891 sekreterare i Göteborgs socialdemokratiska tidningsförening, där Janhekt var den som föreslog och drev igenom utnämnandet av Fredrik Sterky till chefredaktör för den tidning som sedan kom att bli Ny Tid. Han deltog 1890 i det första allmänna svenska rösträttsmötet och 1891 i det andra i Göteborg. Han deltog även i Folkriksdagarna 1893 och 1896 och bidrog till bildandet av De arbetslösas förening i Göteborg. 1900 blev Janhekt medlem i Publicistklubben och Västsvenska pressföreningen i Göteborg. Som företagare kom Janhekt att alltmer fjärma sig från socialdemokratin. Augst Palm kallade honom 1903 "Göteborgs-bourgeois". Under 1920- och 1930-talen var han aktiv inom fastighetsägarrörelsen.